# Egmontevocatie

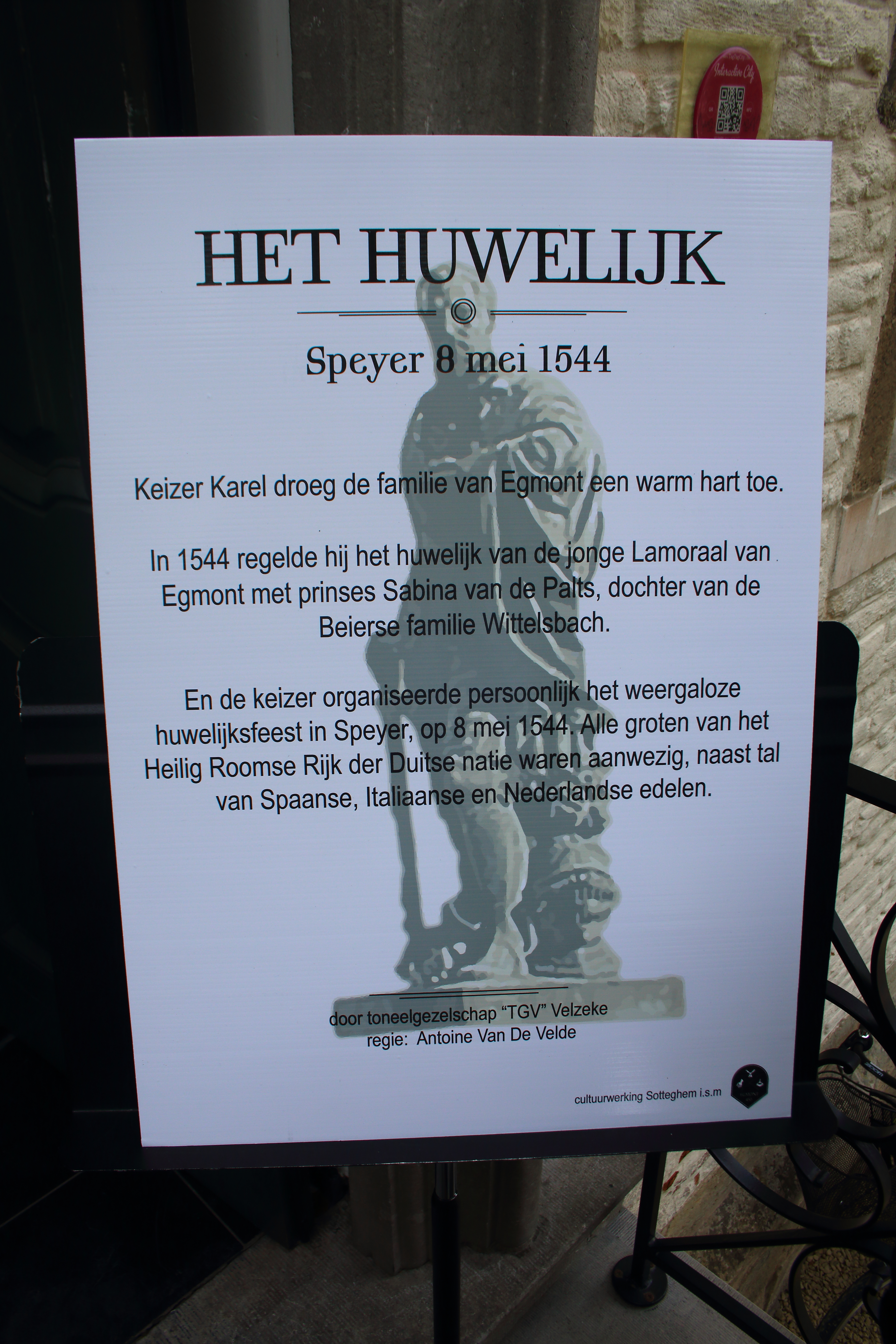
Egmontevocatie

De Egmontevocatie was een evenement in het Belgische Zottegem op 14, 15 en 16 september 2018. De Egmontevocatie - over het leven van Lamoraal van Egmont - werd georganiseerd ter gelegenheid van het Egmontjaar (de 450e verjaardag van de onthoofding van Egmont en Horne) door Cultuurwerking Sotteghem in samenwerking met verschillende koren (Crescendo), fanfares (Koninklijke Fanfare Moed & Volharding Velzeke), toneel- ('t Rad Elene, 't Meibloempje, Toneelgezelschap Velzeke, Suyghelingen van Polus), dans- en sportverenigingen (Turnkring EWB), met steun van stad Zottegem en de Koning Boudewijnstichting.
Op diverse locaties in het Zottegemse centrum werden 8 taferelen uit het leven van de graaf nagespeeld als levende geschiedenis, waaronder Het huwelijk van Lamoraal en Sabina van Beieren (Ridderzaal van het Egmontkasteel), De listige aanhouding van Egmont en Horne (stadstheater Rhetorica), De balseming van het lichaam (Sint-Barbarainstituut), De diplomatieke missie van Egmont in Madrid (Heldenlaan, met flamencodansers Elena La Grulla en Yúrentz Bermúdez, en flamencogitarist Antonio Segura), De herontdekking van het graf in 1804 (Markt), Egmonts laatste biecht (raadzaal van het stadhuis), Het gezin van Egmont na de executie (Markt), De Beeldenstorm (Congregatiekapel).  's Avonds volgde aan het Egmontkasteel in het Egmontpark een slotevent, waarbij de Egmontouverture werd gespeeld en de graaf (gespeeld door Franky De Smet-Van Damme) figuurlijk onthoofd werd. In het Egmontpark werd een Egmont-bloementapijt (naar een ontwerp van Marc Schautteet) aangelegd door de Gilde der Macekliers. In het Beislovenpark achter het Egmontkasteel werd een middeleeuws re-enactment-kamp opgebouwd.